# 卜肉
卜肉（ボーロウ、プーロウ）は、台湾・宜蘭県のB級グルメ、台湾小吃の1種。豚肉の天ぷらである。
カットした豚肉を麹漬けにし、衣をつけて揚げた料理で、糕渣と並ぶ宜蘭県の名物グルメ、宜蘭人のソウルフードとされる。
レストランでも提供されているが、屋台やテイクアウト店、夜市などでも販売されている。